# Cantón de Meymac
El cantón de Meymac era una división administrativa francesa, que estaba situada en el departamento de Corrèze y la región de Limusín.

## Composición
El cantón estaba formado por diez comunas:
- Alleyrat
- Ambrugeat
- Combressol
- Darnets
- Davignac
- Maussac
- Meymac
- Péret-Bel-Air
- Saint-Sulpice-les-Bois
- Soudeilles

## Supresión del cantón de Meymac
En aplicación del Decreto n.º 2014-228 de 24 de febrero de 2014, el cantón de Meymac fue suprimido el 22 de marzo de 2015 y sus 10 comunas pasaron a formar parte del nuevo cantón de Meseta de Millevaches.